# Língua quingnam
O quingnam, quignam ou Chimu, é um antigo idioma nativo da costa norte-centro do Peru, o qual foi extinto durando a colonização espanhola do Peru (ver conquista do império inca). Era a língua franca no reino Chimu, contudo esta linguagem foi também falada por outras etnias independentes, como os pescadores da costa do departamento de Ancash e Lima. A fronteira norte do seu de toda a extensão estava situada entre os rios Jequetepeque e Chicama a norte e o rio Chillón a sul.